# Tapestry (Don McLean-album)
Tapestry är Don McLeans första studioalbum, utgivet första gången 1970. Albumet är producerat av Jerry Corbitt och spelades in redan 1968. Albumet refuserades av 34 olika skivbolag innan det lilla skivbolaget Mediarts gav ut det. Mediarts gick dock i konkurs nästan direkt efter att albumet givits ut. År 1972 återutgavs albumet på United Artists efter att McLean gjort succé med låten "American Pie" 1971.
Låten "Castles In The Air" klättrade till 36:e plats på Billboards singellista 1981 i en nyinspelning av McLean. Denna version nådde 47:e platsen på Englandslistan 1982. Albumet nådde Billboard-listans 111:e plats 1972. På englandslistan nådde albumet 16:e platsen 1972.
Albumet är tillägnat musikgruppen The Weavers och samtliga låtar är skrivna av Don McLean

## Låtlista
1. "Castles In The Air"
2. "General Store"
3. "Magdalene Lane"
4. "Tapestry"
5. "Respectable"
6. "Orphans Of Wealth"
7. "Three Flights Up"
8. "And I Love You So"
9. "Bad Girl"
10. "Circus Song"
11. "No Reason For Your Dreams"